# Park Narodowy Altıağac
Park Narodowy Altıağac (azer. Altıağac Milli Parkı) — park narodowy w Azerbejdżanie, o powierzchni 11035 ha, położony na pd-wsch zboczach Kaukazu. Ma charakter górski, a teren pokrywa mozaika lasów (budowanych przez dąb kaukaski, grab kaukaski, buk wschodni, jesion i brzozę) oraz muraw stepowych. Charakterystycznym elementem krajobrazu są biało i czerwono warstwowane skały jurajskie, tworzące tzw. "góry bombonierkowe" (Bon-bon Mountains). Park jest ostoją niedźwiedzia, rysia i wilka szarego..